# Xylopia plowmanii
Xylopia plowmanii P.E.Berry & D.M.Johnson – gatunek rośliny z rodziny flaszowcowatych (Annonaceae Juss.). Występuje naturalnie w Kolumbii oraz Wenezueli. 

## Morfologia
PokrójZimozielony krzew.
LiścieMają eliptyczny kształt. Mierzą 5–7 cm długości oraz 2–3 szerokości. Nasada liścia jest ostrokątna. Wierzchołek jest spiczasty. Ogonek liściowy jest nagi i dorasta do 3–4 mm długości.

## Biologia i ekologia
Rośnie w wiecznie zielonych lasach i lasach liściastych. Występuje na wysokości do 600 m n.p.m.